# ران شلتون
ران شلتون (انگلیسی: Ron Shelton؛ زادهٔ ۱۵ سپتامبر ۱۹۴۵) کارگردان و فیلم‌نامه‌نویس آمریکایی می‌باشد که نامزد جایزه اسکار نیز شده است. وی برای فیلم‌های متعددی که در مورد ورزش ساخته شناخته شده است.